# Hadja Aminata Sylla
Pour les articles homonymes, voir Sylla (homonymie).
Hadja Aminata Sylla, est une député et femme politique guinéenne.
Députée uninominale de Ratoma à l'assemblée nationale du 22 avril 2020 au 5 septembre 2021.

## Biographie
Députée uninominale de la commune de Ratoma de 2020 en 2021 de la dernier législation de mars 2020. Elle est membre de la commission éducation de la 9eme législative de la république de Guinée.